# Kamienica Celestowska w Krakowie
Kamienica Celestowska – zabytkowa kamienica znajdująca się w Krakowie, w dzielnicy I przy ulicy Mikołajskiej 10, na Starym Mieście.

## Historia
Kamienica została wzniesiona w połowie XIV wieku jako kamienny dom na planie kwadratu. Na początku XV wieku została rozbudowana do rozmiarów typowej kamienicy krakowskiej. W XV wieku wzniesiono oficynę tylną. W XVI wieku zakupiono fragment posesji przy ulicy św. Tomasza 29 i wybudowano na nim drugą oficynę tylną. W XVII wieku kamienica była własnością rodziny Celestów. Na początku tego stulecia została przebudowana przez kupca ołownego W. Celestę. Z tego okresu pochodzą strop w izbie tylnej oraz obramienia drzwi i okien. W I połowie XVII wieku przebudowano oficynę tylną oraz nadbudowano ją o drugie piętro i attykę. W połowie XVII wieku zakupiono tylne części posesji przy ulicy Mikołajskiej 12 i 14, na których założono ogród. W 1689 budynek nadbudowano o drugie piętro i przebudowano. W końcu XVII i w XVIII wieku był własnością rodzin patrycjuszowskich: Zacherlów, Fryznekierów, Węgrzynowiczów, Florkowskich i Bajerów. Około połowy XVIII wieku został przebudowany w stylu późnobarokowym, a w końcu tego stulecia zlikwidowano ogród. Na początku XIX wieku przebudowano fasadę na klasycystyczną i wzniesiono oficynę boczną. W latach 1905–1906 przystosowano lokal na parterze do celów usługowych oraz przeprowadzono konserwację portalu. W latach 70. XX wieku kamienica przeszła remont generalny.
22 marca 1966 kamienica została wpisana do rejestru zabytków. Znajduje się także w gminnej ewidencji zabytków.

## Architektura
Kamienica składa się z budynku frontowego, oficyny bocznej oraz dwóch, usytuowanych równolegle do siebie, oficyn tylnych. Budynek frontowy ma dwa piętra. Jego fasada reprezentuje styl klasycystyczny. Kamienica posiada kamienny portal z 1689, ozdobiony łacińskimi sentencjami. Nad portalem umieszczono kartusz z herbem Bończa. Elewacja parteru została obudowana drewnem, a wyższych kondygnacji podzielona pilastrami.